# 金巻村
金巻村（かねまきむら）は、かつて新潟県西蒲原郡にあった村。1901年11月1日の合併によって消滅し、現在は新潟市西区の一部となっている。
以下の記述は合併直前当時の旧金巻村に関しての記述であり、現在では名称等が異なる場合がある。なお、ここに記述されていない内容に関しては新潟市などの記事を参照。

## 沿革
- 1889年（明治22年）4月1日 - 町村制施行に伴い西蒲原郡金巻村が村制施行し、金巻村が発足。
- 1901年（明治34年）11月1日 - 西蒲原郡板井村、黒鳥村、木場村、鳥原村と合併し、黒埼村となり消滅。

## 地域
金巻村は以下の大字で構成される。
金巻（かねまき）
1889年（明治22年）まであった金巻村の区域。現在の新潟市西区金巻。
大野町（おおのまち）
金巻村の大字。現在の新潟市西区大野町。